# Stukas
Stukas ist ein deutscher Kriegsfilm von Karl Ritter aus dem Jahr 1941. Der Propagandafilm entstand mit Unterstützung der Luftwaffe.
Es handelt sich um einen Vorbehaltsfilm der Friedrich-Wilhelm-Murnau-Stiftung. Er gehört damit zum Bestand der Stiftung, ist in Deutschland nicht für den Vertrieb freigegeben, und darf hier nur mit Zustimmung und unter Bedingungen der Stiftung gezeigt werden.

## Handlung
Hauptpersonen des Films sind Flieger zweier Staffeln deutscher Sturzkampfflugzeuge. Eine stringente Handlung hat der Film nicht, die Erzählkontinuität wird immer wieder durchbrochen. Stattdessen wechseln sich Lager- und Luftkampfszenen ab. Mehrere Flieger sterben und werden von ihren Kameraden geehrt. Dabei geschieht dieses Sterben „off-screen“ und wird nur mündlich wiedergegeben. Einige geraten in Gefangenschaft oder schlagen sich hinter den feindlichen Linien zurück zum Lager durch. Eine Nebenhandlung zeigt drei Flieger, die sich durch das unbesetzte Frankreich zurück zum Stützpunkt durchschlagen und dabei eine französische Kompanie zur Aufgabe zwingen.
In einer weiteren Nebenhandlung wird ein deutscher Offizier schwer verletzt und leidet seitdem unter Depressionen. Er wird von einer gutmütigen Krankenschwester zu den Richard-Wagner-Festspielen mitgenommen. Bei dem Orchesterzwischenspiel Siegfrieds Rheinfahrt aus der Oper Götterdämmerung fasst er neuen Lebensmut und kehrt zurück zu seinen Kameraden, die ihn frenetisch begrüßen. Am Ende geht es gegen England in die Schlacht.

## Produktion
Der Film wurde minutiös geplant und vorbereitet, bevor er in Produktion ging. Ein Storyboard mit Zeichnungen enthält detaillierte Bilder. Zwei Passagen mit dem Titel „Traumtanz“ und „Hotelzimmer“ wurden jedoch nicht übernommen. Die vermutlich bereits fertig gefilmten Szenen sind heute verschollen.
Das Bestreben des Films war es, möglichst viele Anwendungen des Sturzkampfbombers Junkers Ju 87 zu zeigen. Für die Darstellung griff Karl Ritter auf Dokumentarmaterial zurück, so zum Beispiel die Bombardierung von englischen Schiffen vor Dünkirchen und den Angriff auf ein belgisches Fort. Dies verlieh dem Film eine zu dieser Zeit unbekannte Authentizität.

## Propaganda
Stukas ist einer der „zeitnahen“ Propagandafilme im Nationalsozialismus, einer Gattung, die wesentlich von Karl Ritter mitgeprägt wurde. Hierbei wurden die Filme den Bedingungen des Nationalsozialismus und den neueren Entwicklungen des Zweiten Weltkriegs angepasst und stellen quasi eine Gegenbewegung zum russischen Revolutionsfilm dar. Stukas spielt daher auch im damals aktuellen Westfeldzug und enthält dokumentarische Szenen aus Dünkirchen und Belgien sowie von den Richard-Wagner-Festspielen in Bayreuth. Das von den Fliegern gemeinsam gesungene Lied nimmt Bezug auf die Luftschlacht um England, die bei der Uraufführung des Films noch im Gange war.
Ritter ging es vor allem um die Opferbereitschaft für die Volksgemeinschaft und die „Unwichtigkeit des Individuums“. Dabei interessierte ihn das Kino vor allem als „nationalistische Ideologiefabrik“, mit der er seine nationalen Überzeugungen verbreiten konnte.

„Der Weg des deutschen Films wird kompromißlos dahin führen müssen, daß jeder Film im Dienst der Gemeinschaft, der Nation und unseres Führers stehen muß.“

Diese Überzeugungen sind im Film immanent. So entsprechen alle Flieger dem arischen Idealbild der Nationalsozialisten. Dabei stellen sie jedoch nur Typen dar, eine wirkliche Charakterzeichnung ist dem Film nicht zu eigen. Stattdessen wählte Ritter den Dialekt, um die verbindenden Teile der Volksgemeinschaft aufzuzeigen. So kämpfen im Film Bayer und Berliner nebeneinander. Auch auf Klassenunterschiede wurde bewusst verzichtet, wobei die niederen Ränge, wie Mechaniker und Bedienstete, eher als „simple Gemüter“ dargestellt werden.
Ihre Einsätze vollziehen sie mit größter Begeisterung und einem starken Optimismus. Zwischen den Einsätzen wird mit den Vorgesetzten gefeiert. Der Feind, im Film die Franzosen, wird dagegen entweder als anonyme Masse oder als sich ständig beschwerender Haufen lächerlicher Figuren gezeigt.
Ein weiteres wichtiges Motiv ist die Musik. Zum einen Richard Wagner, dessen Siegfried-Ouvertüre zunächst vom Kompaniechef mit dem Bechstein-Flügel gespielt wurde und dann zur Genesung eines Soldaten führt, der die Richard-Wagner-Festspiele besucht. Auch Siegfrieds Rheinfahrt ist in den Kampfszenen zu hören. Zum anderen auch der Schlager Bel Ami, der ebenfalls gespielt wird. Am Ende singt die Fliegerstaffel in ihren Maschinen das „Stuka-Lied“ mit einem Text gegen England.

## Veröffentlichung
Der Film wurde am 27. Juni 1941 uraufgeführt, fünf Tage nach Beginn des Russlandfeldzuges. Der Film fand im Dritten Reich sein Publikum und spielte innerhalb von sieben Monaten 3,18 Millionen Reichsmark ein. Der Film traf den breiten Geschmack, waren doch gerade die Flugszenen eine Attraktion für das Publikum. Besonders beliebt war er in den Soldatenkinos und unter Jugendlichen.
„Büscher-Film“ (UFA ATB) veröffentlichte in den 1970er Jahren eine gekürzte Fassung auf Super 8. Er besteht aus zwei 120-m-Rollen und hat eine Laufzeit von ca. 40 Minuten. Eine restaurierte DVD-Version erschien 2013 in den USA.

## Kritik
Stukas ist einer der letzten Kriegsfilme von Karl Ritter, bevor das Reichsministerium für Volksaufklärung und Propaganda das Thema Krieg aus den Kinos verbannte.
Der Film erhielt nach seiner Veröffentlichung die Prädikate „staatspolitisch wertvoll“, „künstlerisch wertvoll“, „volkstümlich wertvoll“ und „jugendwert“. Damit verfehlte er die beiden höchsten Auszeichnungen für Filme im Nationalsozialismus. Dies lag wohl vor allem an der Form seiner Inszenierung, der „jede Eleganz abgeht“. Selbst die faktisch kaum noch vorhandene Filmkritik im Dritten Reich zeigte sich über die fehlende Kontinuität des Films verwundert und verpackte versteckte Kritik in das vorgeschriebene Lob des Films.
Waren diese Grobheit und der zum Teil derbe Humor zu jener Zeit nicht weiter hinderlich und mangels anderer Regisseure und Filme auch nicht besonders auffällig, so ist Stukas nach heutigen Maßstäben „kein guter Film“ und Karl Ritter nur als „mittelmäßig begabter Regisseur“ zu bewerten. Allerdings muss man bedenken, dass der Film genau so umgesetzt wurde, wie er gedacht war. Trotz der (versteckten) Kritikerschelte fand er sein Publikum und erfüllte seinen Zweck als Propagandastreifen.